# Norman Doyle
Pour les articles homonymes, voir Doyle.
Norman E. Doyle (né le 11 novembre 1945 à Avondale, Terre-Neuve-et-Labrador) est un homme politique fédéral. 

## Biographie
Il a été nommé au Sénat du Canada par Stephen Harper en 2012. Il fut député à la Chambre des communes du Canada, représentant la circonscription terre-neuvienne-et-labradorienne de St. John's-Est sous la bannière du Parti conservateur du Canada.
Il était whip du Parti progressiste-conservateur (avril 2000-janvier 2001). 